# Askeptosauridae
Famille
Genres de rang inférieur
- † Anshunsaurus
- † Askeptosaurus
- † Miodentosaurus

Les Askeptosauridae (Askeptosauridés en français) sont une super-famille éteinte de « reptiles » marins de l'ordre des thalattosauriens. Cette famille est rattachée aux Askeptosauroidea. Les Askeptosauridae ont vécu au cours du Trias, leurs fossiles sont connus en Chine et en Europe (Suisse et Italie).
Les Askeptosauridae incluent, selon X. C. Wu et ses collègues en 2009, les genres Miodentosaurus, Anshunsaurus et Askeptosaurus,.
Selon Zhao Li-Jun et ses collègues en 2013, cette famille n'est pas valide et les genres Miodentosaurus, Endennasaurus, Anshunsaurus et Askeptosaurus sont directement attachés aux Askeptosauroidea.

## Classification
La famille des Askeptosauridae a été créée en 1952 pour inclure le genre Askeptosaurus. En 2000, le genre Anshunsaurus, qui comprend deux espèces, a été ajouté à la famille. Dans une analyse phylogénétique faite en 2005, le genre Endennasaurus a été inclus dans les Askeptosauridae. La même année, une nouvelle étude a placé Endennasaurus en dehors des Askeptosauridae en tant que membre primitif des Askeptosauroidea. Des études plus récentes (2009) ont ajouté le genre chinois Miodentosaurus dans la famille. 
On trouvera ci-dessous un cladogramme modifié de Wu (2009) montrant les relations phylogénétiques des askeptosauridés : 
|  | Anshunsaurus huangguoshuensis |
|  |                               |
|  | Anshunsaurus wushaensis       |
|  |                               |

|  | Askeptosaurus italicus |
|  |                        |
|  | Miodentosaurus brevis  |
|  |                        |

|  | Anshunsaurus huangguoshuensis |
|  |                               |
|  | Anshunsaurus wushaensis       |
|  |                               |

|  | Askeptosaurus italicus |
|  |                        |
|  | Miodentosaurus brevis  |
|  |                        |

|  | Anshunsaurus huangguoshuensis |
|  |                               |
|  | Anshunsaurus wushaensis       |
|  |                               |

|  | Askeptosaurus italicus |
|  |                        |
|  | Miodentosaurus brevis  |
|  |                        |

|  | Anshunsaurus huangguoshuensis |
|  |                               |
|  | Anshunsaurus wushaensis       |
|  |                               |

|  | Askeptosaurus italicus |
|  |                        |
|  | Miodentosaurus brevis  |
|  |                        |

### Référence taxinomique
- (en) Paleobiology Database : Askeptosauridae.

### Note
1. ↑  En raison des découvertes récentes en paléontologie et en phylogénétique, les expressions « reptile marin », comme celles de « reptile préhistorique », « reptile disparu », « reptile volant », ou « âge des reptiles » sont aujourd'hui l'objet de controverses de neutralité (neutralité du point de vue) entre le point de vue de la systématique évolutionniste (D. Aubert, Classer le vivant : les perspectives de la systématique évolutionniste moderne, Ellipses 2017) et le point de vue cladistique (G. Lecointre dir., C. Fortin, M.-L. Le Louarn Bonnet, G. Guillot, Guide critique de l'évolution, Belin 2009,  (ISBN 978-2-7011-4797-0)). Elles sont donc à manier avec précaution, notamment dans le contexte de la vulgarisation scientifique.